# Forrellat lliscant

Funcionament del forrellat llevadís.

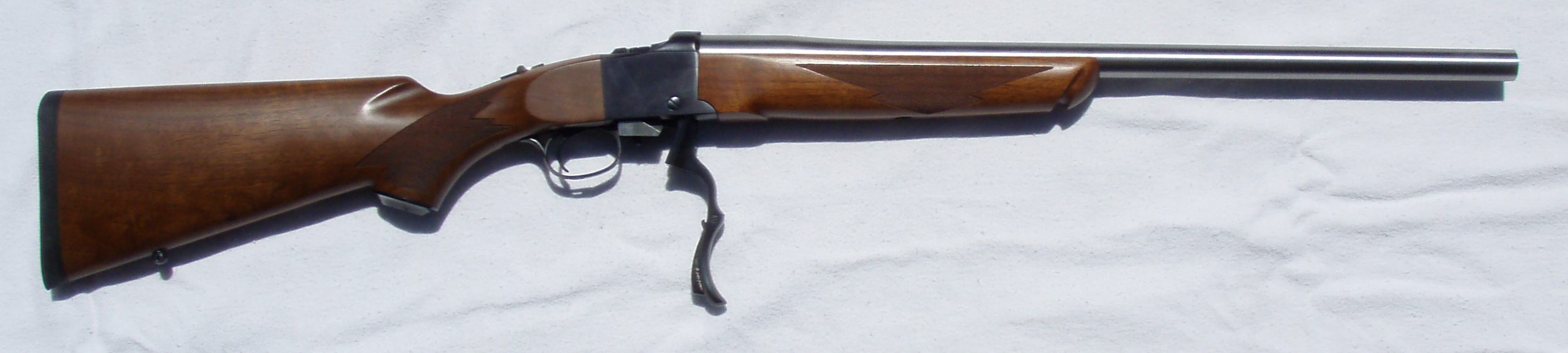
Fusell de forrellat llevadís Ruger No 1, amb el forrellat obert.

El forrellat llevadís o forrellat lliscant és principalment emprat en armes monotirs i consisteix en un bloc de metall sòlid que es llisca verticalment en entalles de la recambra de l'arma, sent accionat per una palanca. Quan està en posició superior, tanca la recambra i resisteix la força de l'retrocés. En la posició inferior deixa la recambra oberta, per poder recarregar amb un cartutx. Després de la re-càrrega, la palanca empeny el forrellat a la posició superior per tancar i segellar la recambra. És una acció molt resistent, quan la recambra es tanca, el calaix de mecanismes es transforma en una sola peça d'acer (al contrari d'altres accions que es basen en galets per tancar la recambra). Aquest tipus de forrellat és emprat en artilleria pesant, igual que en armes lleugeres.

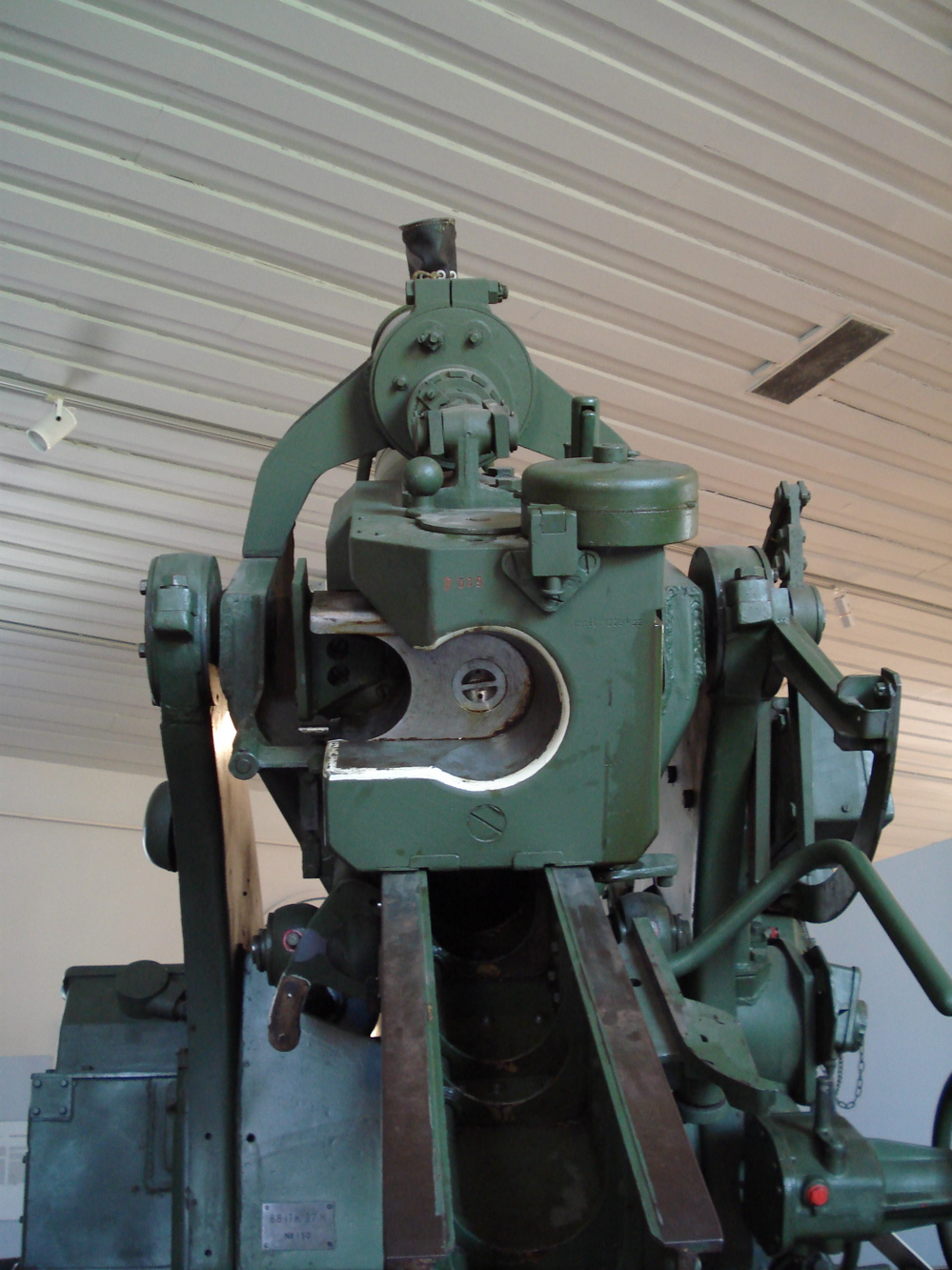
Recambra d'un canó de 88 mm. Al centre s'observa el forrellat lliscant (horitzontal).

Els fusells que empren aquest tipus de forrellat inclouen al Comblain M1870 belga, el Mylonas M1872 grec, el Sharps, el Farquharson, el Stevens 1890, el Sharps-Borchardt Model 1878, el Winchester Model 1885, el Browning M78 i el Ruger No 1. Els fusells militars de forrellat llevadís van ser usuals al segle xix. Però van ser reemplaçats pels fusells de forrellat, que tenien una major cadència de tret i es recarregaven des d'un dipòsit intern fix.
Igual que les peces d'artilleria, els fusells de forrellat llevadís encara es fabriquen i són emprats per cacera, tir al blanc i com escopetes industrials (calibre 8) per escurar xemeneies de calderes.
El forrellat llevadís està estretament vinculat amb el fusell Martini-Henry, l'acció Peabody (similar a aquest, però no idèntica amb la del Martini-Henry), l'acció Ballard i el fusell Krag-Petersson (que és de repetició), que empra un forrellat pivotant en comptes d'un llevadís.